# Кушлин, Валерий Иванович
Валери́й Ива́нович Кушли́н (род. 1 июля 1936 года, г. Горький) — российский экономист, заведующий кафедрой государственного регулирования экономики Российской академии народного хозяйства и государственной службы при Президенте Российской Федерации. Доктор экономических наук, профессор, Заслуженный экономист РФ. 
Возглавляет квалификационный диссертационный совет, имеющий право присуждения степеней кандидата и доктора экономических наук.

## Образование
- 1955 — окончил Горьковский авиационный техникум.
- 1960 — окончил Горьковский институт инженеров водного транспорта.
- 1973 — окончил аспирантуру Академии общественных наук при ЦК КПСС.
- 1982 — защитил докторскую диссертацию в Академии общественных наук при ЦК КПСС, тема: «Повышение эффективности развития производственного аппарата страны».
- Прошел стажировки в США (1994 год и 2000 год), в Германии (1995 год), в Японии (1998 год), в Великобритании (2001 год).

## Карьера
- 1960—1966 — технолог, начальник автоматизации и механизации производства отдела, заместитель главного технолога Московского судостроительного завода.
- 1966—1970 — заведующий промышленно-транспортным отделом Пролетарского райкома КПСС г. Москвы.
- 1973—1983 — старший преподаватель, доцент, профессор кафедры экономики и организации производства Академии общественных наук при ЦК КПСС.
- 1983—1989 — консультант, руководитель группы консультантов экономического отдела ЦК КПСС.
- 1994—2000 — первый проректор Российской академии государственной службы при Президенте Российской Федерации.
- С 1989 года — заведующий кафедрой государственного регулирования экономики РАНХиГС.

### Преподавательская и научная деятельность
Преподает в Российской академии народного хозяйства и государственной службы при Президенте РФ дисциплины: государственное регулирования экономики, методология и методы прогнозирования и стратегического планирования в экономике. Подготовил и выпустил свыше 60 кандидатов и докторов экономических наук, некоторые из них занимают высокие посты в государственных органах России и стран СНГ.
Член редколлегии журналов «Экономист» и «Государственная служба».
Область научных интересов — управление инновациями, экономика.

### Членство в консультативных и научных советах и комиссиях
- Международный Фонд имени Н. Д. Кондратьева, вице-президент.
- Ассоциация «Прогнозы и циклы», вице-президент.
- Российская академия естественных наук, действительный член.

## Награды
- Орден «Знак Почёта» (1986 год)
- Орден Дружбы (2001 год[3]
- Звание «Заслуженный экономист РФ» (2004 год)[1]
- Звание «Заслуженный деятель науки Республики Дагестан» (2016)[4]
- Благодарность Президента Российской Федерации (2006 год)[5]
- Серебряная медаль им. Н. Д. Кондратьева (2006 год)[6]
- Золотая медаль Аль-Фараби (2016 год)

## Труды
Автор более 150 научных трудов, в том числе четырёх монографий, ряда учебников и учебных пособий по проблемам рыночной экономики для студентов и аспирантов экономических факультетов высших учебных заведений, в том числе:
- Ускорение внедрения научных достижений в производство. — М.: Экономика, 1976, 175 с. — 9,6 п.л.
- Производственный аппарат будущего: (проблемы эффективности). — М.: Мысль, 1981, 271 с. — 15,5 п.л.
- Взаимодействие науки и производства: пути, формы, эффективность. — М.: Экономика, 1986, 81 с. — 4,6 п.л.
- Интенсификация обновления производственного аппарата. — М.: Мысль, 1986, 263 с. — 14,8 п.л.
- Траектории экономических трансформаций. — М.: ЗАО «Издательство „Экономика“». 2004, 310 с. — 19,5 п.л.
- Государственное регулирование экономики: Учебник. — 3-е изд., перераб. и доп. — М.: Экономика, 2016. — 495 с., — 31 п.л.
- Национальная экономика и её структурно-инновационная трансформация. — В кн.: Хозяйственные системы инновационного типа: теория, методология, практика / Под общ. ред. А. Н. Фоломьёва / Кушлин В. И., Фоломьёв А. Н. // Москва. 2011.
- Принципы энергоэкологического развития на XXI век // Eurasian Economic Review. Astana Economic Forum. 2011 № 02/2011.
- Значение ноосферной концепции В. И. Вернадского для выработки новых подходов к экономике // Вестник Российской академии естественных наук. 2011 №Том 11, № 3.
- Приоритеты государственной экономикой политики на «посткризисном» этапе. — В кн.: Посткризисная экономика России: направления модернизации. Материалы ХХ1 научной конференции / Общ. ред. А. Н. Фоломьёв // Москва. 2011.
- Проекция ноосферной концепции В. И. Вернадского на анализ глобального кризиса в экономике и поиск путей дальнейшего устойчивого развития // Вестник Казахстанской национальной академии естественных наук. 2012 № 2.
- Мировой финансово-экономический кризис и его влияние на стратегические подходы к проблеме устойчивого экономического развития // Вестник Российского Университета Дружбы Народов. Серия «Экономика». 2012 № 5.
- «РИО+20» и стратегии устойчивого экономического развития в России и в мире. — В кн.:РИО+20 и энергоэкологическое развитие мира в XXI веке. // Москва. 2012.
- Model ekonomiczny Rosji. Глава в кн.: ROSJA XXI wiek: Geopolityka, Gospodarka, Kultura / red. Marian WILK. / Кушлин В. И., Ивлева Г.Ю // Lodz, Польша. 2013.
- Specifika ekonomickḗho modelu Ruska — Глава в кн.: RUSKO Ve 21. Stoleti: Politika, Ekonomika, Kultura. / Кушлин В. И., Ивлева Г. Ю. // PLZEN, Чехия. 2013.
- Характер промышленной политики государства на стыке Кондратьевских циклов. — Глава в кн.: Наследие Н. Д. Кондратьева и современность / под ред. П. Н. Клюкина // С-Петербург. 2014 Скачать: Характер промышленной политики государства на стыке Кондратьевских циклов. — Глава в кн.: Наследие Н. Д. Кондратьева и современность / под ред. П. Н. Клюкина
- Приоритеты и формы регулирования национальной экономики в условиях глобальной неопределенности. (недоступная ссылка) — В кн.: Государственное регулирование экономики и повышение эффективности деятельности субъектов хозяйствования // г. Минск, Белоруссия. 2014.
- Институциональная среда российской системы. — Глава 2 в кн.: Российская социально-экономическая система: реалии и векторы развития: Монография / Отв. ред. Р. С. Гринберг и П. В. Савченко // Москва. 2014.
- Реформирование государственной службы как фактор управления социально-экономическим развитием (опыт развитых стран) / Кушлин В. И., Устенко В. С. // Современные технологии управления. 2015 № 5(53).
- Научно-технический фактор в антикризисной политике — В кн: Государственное регулирование экономики и повышение эффективности деятельности субъектов хозяйствования : XI Междунар. науч.-практ.конф., Минск, 16-17 апр. 2015 г. : сб.науч.ст./ редкол.: д-р физ.- / Кушлин В. И. ,нет // Минск : Акад.упр. при Президенте Респ. Беларусь, 2015.
- Научно-технический фактор в антикризисной политике // Государственное регулирование экономики и повышение эффективности деятельности субъектов хозяйствования : Минск, 2015 г. : сб.науч.ст./ редкол.: д-р физ.-мат. наук, проф. И. И. Ганчерёнок (пред) [и др.]. — Минск : Акад.упр. при Президенте Респ. Беларусь, — 2015. Минск: Академия управления при Президенте Республики Беларусь.
- Потенциал экономических трансформаций: избранные труды / В.И. Кушлин. — Москва: Экономика, 2024. — 974 с.  — ISBN 978-5-282-03592-6
- Trajectories of Economic Transformations: Learning from the 2004 Challenges… in 2024 and Beyond / Valery Kushlin. — Екатеринбург: Издательские решения, 2024. — 352 с. — ISBN 978-5-0064-6474-2